# Eriogonum parishii
Eriogonum parishii är en slideväxtart som beskrevs av S. Wats.. Eriogonum parishii ingår i släktet Eriogonum och familjen slideväxter. Inga underarter finns listade i Catalogue of Life.